# Фелікс Фара
Фелікс Фара (нім. Felix Vara; 9 січня 1881, Мюнхен — 3 листопада 1941, Олдерні) — німецький офіцер, генерал-майор інженерних частин крігсмаріне (1 жовтня 1939). 

## Біографія
16 липня 1900 року вступив в 3-й баварський саперний батальйон. З вересня 1903 року служив у залізничних військах. Учасник Першої світової війни, командир залізничної роти, з 14 жовтня 1918 року — залізничних військ 4-ї армії. Після демобілізації армії залишений в рейхсвері і в лютому 1919 року переведений у Великій генштаб, а в жовтні 1919 року — в Імперське військове міністерство. З жовтня 1922 року служив в 7-му саперному батальйоні і 1 лютого 1927 року став його командиром. 1 лютого 1929 року перейшов на службу у ВМС і зарахований в штаб військово-морської станції «Остзе». З 17 липня 1930 року — офіцер саперних військ при коменданті Штеттіна. У 1932-39 роках значився в запасі, але з 1 січня 1934 року як військовий чиновник служив в Морському керівництві (з 1935 року — ОКМ). 7 листопада 1939 року очолив управлінську групу будівництва фортечних споруд (потім фортець і саперних військ) ОКМ, одночасно став інспектором саперних частин ВМС. Загинув під час військових дій проти англійців.

## Нагороди
- Орден Альберта (Саксонія), лицарський хрест 1-го класу з мечами
- Орден Фрідріха (Вюртемберг), лицарський хрест 1-го класу з мечами
- Медаль «За відвагу» (Гессен)
- Ганзейський Хрест (Гамбург)
- Хрест «За військові заслуги» (Австро-Угорщина) 3-го класу з військовою відзнакою і мечами
- Галліполійська зірка (Османська імперія)
- Хрест «За вислугу років» (Баварія) 2-го класу (24 роки)
- Почесний хрест ветерана війни з мечами
- Медаль «За вислугу років у Вермахті» 4-го, 3-го, 2-го і 1-го класу (25 років)